# Бутовский, Пётр Михайлович
 Петр Михайлович Бутовский  (1842—1912) — сенатор, член Государственного совета, действительный тайный советник.

## Биография
Происходил из дворян Кременчугского уезда Полтавской губернии; отец — Пётр Михайлович Бутовский (1795—1853), мать — дочь графа Якова Матвеевича Ламздорфа Надежда Яковлевна (1825—1914).
Окончив Императорское училище правоведения, отправился за границу, где во Франции и Германии изучал юридические науки. Вернувшись в Россию в 1864 году, поселился в Полтаве, где служил в канцелярии Полтавского губернского прокурора, был Кобелякским стряпчим, затем советником гражданской палаты Полтавского суда, а позже — членом суда. Состоял почётным мировым судьёй Кременчугского уезда.
С 1874 года — председатель Гродненской палаты уголовного и гражданского суда; затем был председателем Люблинского суда и департамента Харьковской судебной палаты, а в 1882 году — Варшавской судебной палаты (с 1887 года — старший председатель). Был произведён в действительные статские советники 16 октября 1878 года.
В 1889 году был назначен обер-прокурором первого департамента Сената. Был сенатором и товарищем министра юстиции (1894) при министре Н. В Муравьёве. При его содействии были распространены судебные учреждения по уставу 1864 года на всё пространство России и на всю Сибирь и приняты меры к упрощению судебных производств. В 1900 году он ревизовал судебные учреждения Сибири.
В 1901 году был назначен членом Государственного совета по департаменту духовных и гражданских дел. Был в составе особого совещания по обсуждению проекта нового уложения и явился одним из деятельнейших членов, способствовавших успешному окончанию дела.

## Семья
От первой жены, Марии Ивановны (урожд. Гогель) имел пятерых детей: Александра (1868—?), Дмитрий (1869—?), Екатерина (1874—1901; замужем (с 6 октября 1896 года) за Петром Александровичем Белевичем), Михаил (1878—?) и Мария (1881—?).
Во втором браке, с Марией Яковлевной (урожд. Перрен) родились: Сергей (1889—?), Наталья (1892—?), Георгий (1895—?).